# Dylewo (stacja kolejowa)
Dylewo – zlikwidowana w 1973 roku wąskotorowa stacja kolejowa w Dylewie na linii kolejowej Myszyniec – Grabowo Wąskotorowe, w powiecie ostrołęckim, w województwie mazowieckim, w Polsce.